# Paratilapia
Genre
Paratilapia est un genre de poissons téléostéens de la famille des Cichlidae.

## Liste d'espèces
Selon FishBase (1 Fev. 2016) :
- Paratilapia polleni Bleeker, 1868
- Paratilapia toddi Boulenger, 1905